# Divines (filme)
Divines é um filme de drama franco-qatariano de 2016 dirigido por Houda Benyamina e produzido por Marc-Benoît Créancier. Teve sua primeira aparição no Festival de Cannes 2016 e foi distribuído, em seu país de origem, pela Diaphana Films e, em todo o mundo, pela Netflix.

## Elenco
- Oulaya Amamra - Dounia
- Déborah Lukumuena - Maimouna
- Kévin Mischel - Djigui
- Jisca Kalvanda - Rebecca
- Yasin Houicha - Samir
- Majdouline Idrissi - Myriam
- Mounir Margoum - Cassandra
- Farid Larbi - Reda

## Prêmios e indicações
| Lista de prêmios e indicações | Lista de prêmios e indicações | Lista de prêmios e indicações | Lista de prêmios e indicações | Lista de prêmios e indicações |
| Premiação                     | Categoria                     | Indicação                     | Resultado                     |                               |
| ----------------------------- | ----------------------------- | ----------------------------- | ----------------------------- | ----------------------------- |
| Festival de Cannes            | Caméra d'Or                   | Houda Benyamina               | Venceu                        |                               |
| Festival de Munique           | CineVision Award              | Houda Benyamina               | Venceu                        |                               |
| Festival de Hamptons          | Melhor filme narrativo        | Houda Benyamina               | Menção honorária              |                               |
| London Film Festival          | Sutherland Award              | Uda Benyamina Oulaya Amamra   | Comenda especial              |                               |